# Acid béo không bão hòa đơn
Trong sinh hóa học và dinh dưỡng học, acid béo không bão hòa đơn (monounsaturated fatty acid, viết tắt là MUFA) là loại acid béo mà phân tử của nó có một liên kết đôi trong chuỗi acid béo với tất cả các nguyên tử carbon, còn lại là liên kết đơn. Phân biệt với acid béo không bão hòa đa (polyunsaturated fatty acid, viết tắt là PUFA) có hơn một liên kết đôi. Khái niệm này thường dùng trong đời sống dưới tên gọi "chất béo không bão hòa đơn". Loại chất béo này thường gặp nhiều ở dầu ôliu, mỡ gà.

## Cấu tạo
Mỗi phân tử acid béo là một chuỗi dài có một nhóm alkyl ở một đầu và nhóm acid carboxylic ở đầu kia. Độ nhớt của acid béo và nhiệt độ nóng chảy tăng khi số lượng liên kết đôi giảm; do đó, acid béo không bão hòa đơn có điểm nóng chảy cao hơn acid béo không bão hòa đa (có liên kết đôi nhiều hơn) và điểm nóng chảy thấp hơn acid béo bão hòa (không có liên kết đôi). Acid béo không bão hòa đơn là chất lỏng ở nhiệt độ trong phòng và là dạng nửa chất rắn hoặc rắn hoàn toàn khi được làm lạnh, lúc đó nó có cấu trúc mạng tinh thể đồng vị.
Các acid béo không bão hòa đơn thường gặp là acid palmitoleic và Acid oleic.
Acid palmitoleic có 16 nguyên tử carbon với liên kết đôi đầu tiên xảy ra 7 nguyên tử carbon ra khỏi Nhóm metyl và 9 nguyên tử carbon từ đầu carbôxyl.
Acid oleic có 18 nguyên tử carbon với liên kết đôi đầu tiên xuất hiện ở 9 nguyên tử carbon xa nhóm Acid carboxylic. Hình dưới đây minh họa cấu tạo chuỗi của một phân tử acid olêic ở dạng công thức Lewis.

## Danh sách acid béo không bão hòa đơn
| Tên chung                         | Kí hiệu tên chất béo | Tên hoá học                  |
| --------------------------------- | -------------------- | ---------------------------- |
| Acid myristoleic                  | 14:1 (n-5)           | cis-Tetradec-9-enoic acid    |
| Acid palmitoleic                  | 16:1 (n-7)           | cis-Hexadec-9-enoic acid     |
| Acid cis-vaccenic                 | 18:1 (n-7)           | cis-Octadec-11-enoic acid    |
| Acid vaccenic                     | 18:1 (n-7)           | trans-Octadec-11-enoic acid  |
| Acid paullinic                    | 20:1 (n-7)           | cis-13-Eicosenoic acid       |
| Acid oleic                        | 18:1 (n-9)           | cis-Octadec-9-enoic acid     |
| Acid Elaidic (trans-oleic acid)   | 18:1 (n-9)           | trans-Octadec-9-enoic acid   |
| Acid 11-eicosenoic (gondoic acid) | 20:1 (n-9)           | cis-Eicos-11-enoic acid      |
| Acid erucic                       | 22:1 (n-9)           | cis-Tetracos-15-enoic acid   |
| Acid brassidic                    | 22:1 (n-9)           | trans-Tetracos-15-enoic acid |
| Acid nervonic                     | 24:1 (n-9)           | cis-Tetracos-15-enoic acid   |
| Acid sapienic                     | 16:1 (n-10)          | cis-6-Hexadecenoic acid      |
| Acid gadoleic                     | 20:1 (n-11)          | cis-9-Icosenoic acid         |
| Acid petroselinic                 | 18:1 (n-12)          | cis-Octadec-6-enoic acid     |

## Với sức khoẻ

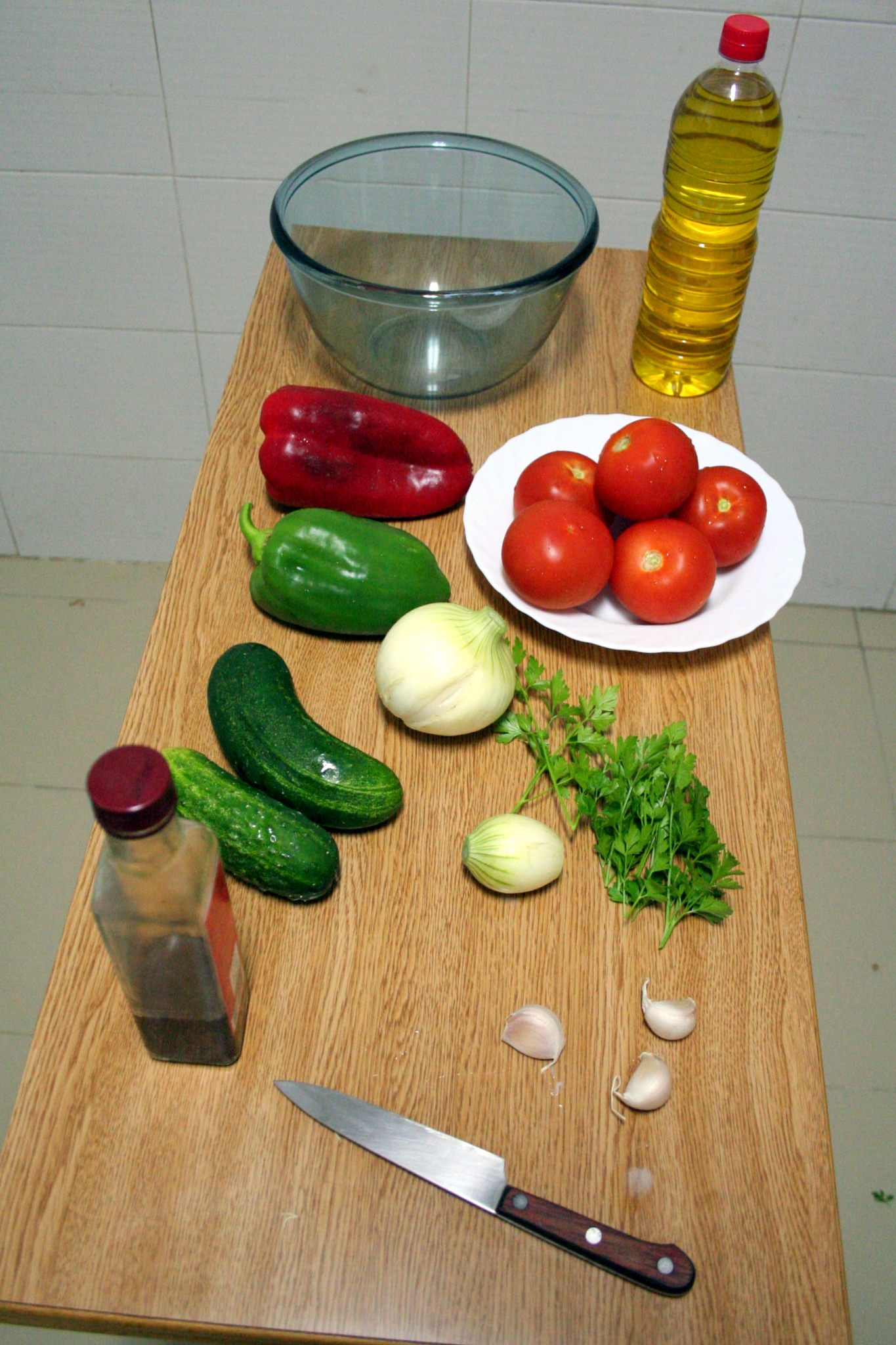
Thành phần chính để làm món gazpacho: dầu ô liu, muối, giấm, tỏi và rau (cà chua, hạt tiêu, hành tây, dưa chuột).

Nói chung, loại này có lợi cho sức khỏe con người, vì sử dụng một lượng hợp lý hàng ngày có thể giúp giảm mức cholesterol trong máu, giảm nguy cơ mắc bệnh tim và đột quỵ. Chúng cũng cung cấp nguồn cần thiết để giúp phát triển và duy trì các tế bào của cơ thể. Dầu giàu chất béo không bão hòa đơn cũng đóng góp vitamin E vào chế độ ăn uống, một loại vitamin chống oxy hóa mà hầu hết người có tuổi cần.
Thực phẩm chứa chất béo không bão hòa đơn làm giảm cholesterol lipoprotein mật độ thấp (LDL), nhưng lại có thể làm tăng cholesterol lipoprotein mật độ cao (HDL). Nghiên cứu KANWU quy mô lớn cho thấy việc tăng chất béo không bão hòa đơn và giảm lượng chất béo bão hòa có thể cải thiện độ nhạy insulin, nhưng chỉ khi lượng chất béo tổng thể của chế độ ăn uống thấp.
Tuy nhiên, một số acid béo không bão hòa đơn (giống như chất béo bão hòa) có thể tăng cường sưc kháng insulin, trong khi acid béo không bão hòa đa lại có thể bảo vệ chống lại kháng insulin.
Các nghiên cứu đã chỉ ra rằng thay thế chất béo không bão hòa đơn trong chế độ ăn uống cho chất béo bão hòa có liên quan đến việc tăng hoạt động thể chất hàng ngày và sử dụng năng lượng hoặc nghỉ ngơi. Hoạt động thể chất nhiều cần chế độ ăn có nhiều Acid oleic hơn so với chế độ ăn kiêng acid palmitic. Người ta cũng cho rằng chất béo không bão hòa đơn dẫn đến giảm tức giận và khó chịu. Ở trẻ em, khả năng tiêu hoá loại chất béo này có liên quan đến lượng lipid trong huyết thanh nên cần thận trọng.
Chế độ ăn Địa Trung Hải (như gazpacho) có nhiều chất béo không bão hòa đơn, nên người dân ở các nước Địa Trung Hải tiêu thụ rất nhiều chất béo loại này phần lớn là từ dầu ô liu và acid béo omega-3 từ cá, thịt cừu. Một đánh giá năm 2017 cho thấy người dân ăn "kiểu Địa Trung Hải" như vậy trong thời gian dài có thể giảm nguy cơ mắc các bệnh tim mạch, ung thư tổng thể, bệnh thoái hóa thần kinh, tiểu đường và tử vong sớm. Một đánh giá kác vào năm 2018 cho thấy ăn "kiểu Địa Trung Hải" cũng giảm nguy cơ mắc các bệnh không lây nhiễm, do đó giảm chi phí sinh hoạt và giảm ngân sách quốc gia.